# ماساکی اوگاوا
ماساکی اوگاوا (انگلیسی: Masaki Ogawa؛ زادهٔ ۳ آوریل ۱۹۷۵) بازیکن فوتبال اهل ژاپن است.
از باشگاه‌هایی که در آن بازی کرده‌است می‌توان به باشگاه فوتبال کاشیما آنتلرز و باشگاه فوتبال سرزو اوساکا اشاره کرد.